# Faith (álbum de Hyde)
Luego de estar un tiempo trabajando con L'Arc~en~Ciel, HYDE reanuda su carrera en solitario lanzando dos nuevos singles: COUNTDOWN y SEASON'S CALL que darían paso a su tercer álbum de estudio, FAITH. Lo componen 10 canciones de género rock o hard rock pasando por algún track más lento, contando con la colaboración de las composiciones de KAZ (Kazuhito Iwake), su guitarrista de apoyo. Éste fue el compositor de la mitad del álbum, así como ayudó en los arreglos de las demás canciones, proponiendo, por ejemplo, que se introdujera un piano en el track JESUS CHRIST.
Destacan de este disco las letras críticas hacia el comportamiento humano frente a la naturaleza (DOLLY, MISSION, IT'S SAD) y letras que abordan la naturaleza del cristianismo (JESUS CHRIST, MADE IN HEAVEN, FAITH). Afirma que durante la realización de este trabajo -para el cual se documentó acerca del cristianismo- su perspectiva espiritual cambió, aunque sigue siendo motivo de especulación si sigue alguna religión o no.
La portada de este CD es una obra de Kuniyoshi Kaneko, un pintor japonés. HYDE admira su trabajo y ya tenía cuadros de él, por ello le pidió expresamente si podía hacer esta obra. Una pintura al óleo que juega con la semejanza de su perfil con una corona de espinas al rostro de Jesucristo.

## Equipo
- Craig Adams, Danny Lohner (bajistas)
- Scott Garrett (batería)
- Lynne Hobday (coros)
- Satoshi Mishiba (piano)
- Jin Saito, Takao Saiki, George Tetsumoto (productores)
- Shinya Kishiro, Junichi Kojima, Hideko Kokumai, Christian Swegal (directores)

## CD
| #   | Título         | Compuesta por:            |
| --- | -------------- | ------------------------- |
| 1.  | JESUS CHRIST   | hyde (letra y música)     |
| 2.  | COUNTDOWN      | hyde (letra y música)     |
| 3.  | MADE IN HEAVEN | hyde (letra y música)     |
| 4.  | I CAN FEEL     | hyde (letra) KAZ (música) |
| 5.  | SEASON'S CALL  | hyde (letra) KAZ (música) |
| 6.  | FAITH          | hyde (letra) KAZ (música) |
| 7.  | DOLLY          | hyde (letra) KAZ (música) |
| 8.  | PERFECT MOMENT | hyde (letra y música)     |
| 9.  | MISSION        | hyde (letra y música)     |
| 10. | IT'S SAD       | hyde (letra) KAZ (música) |

## DVD
| #  | Título           |
| -- | ---------------- |
| 1. | COUNTDOWN PV     |
| 2. | SEASON'S CALL PV |

## Vídeos promocionales
- HYDE - COUNTDOWN
- HYDE - SEASON'S CALL

- Datos: Q5139879